# Inderøy
Inderøy er en kommune i Trøndelag fylke i Norge, som ligger i den nordlige del af Trondheimsfjorden. Kommunen grænser til Steinkjer og Verdal i øst, og har over vandet grænser til Verran og Mosvik i vest og Levanger i syd. Kommunen er omringet af Beitstadfjorden, Borgenfjorden og Trondheimsfjorden, men kommunen er landfast på Sandvollan og Røra. Kommunen regnes som en kultur- og landbrugskommune.
En person fra Inderøy kaldes en inderøyning. Halvøen blev i tidlig middelalder kaldt Eynni Idri, som betyder den indre ø. Kommunevåbnet består af fire gyldne flyndere på rød bund og er tegnet af Nils Aas. Kommunen blev i 2012 slået sammen med nabokommunen Mosvik.

## Geografi
Det meste af kommunen udgøres af halvøen Inderøya, som strækker sig ut i Trondheimsfjorden, med Beitstadsfjorden i nord og Borgenfjorden (Børgin) i øst. Halvøya er skilt fra den sydøstlige del af kommunen ved byen Straumen, hvor Borgenfjorden er forbundet med Trondheimsfjorden i en tidevandsstrøm.

## Samfund
Inderøy omfatter syv bygder: Kjerknesvågen, Røra, Sandvollan, Mosvik, Framverran, Sakshaug og Utøy, og kommunecenteret Straumen. 
Kommunen hører under Inderøy tingrett og Frostating lagmannsrett. 
Inderøy prestegjeld med de tre kirkesogne Røra, Sandvollan og Sakshaug tilhører Nidaros bispedømme. Kirkesognene Mosvik og Vestvik i Mosvik kommune hører også til Inderøy prestegjeld. 
Administrationssædet og skolerne ligger på Venna i Sakshaug, mens handelssentret ligger i Straumen, omtrent én km derfra.
Kommunen har omtrent 520 ansatte og et budget på cirka 250 millioner kroner.

### Samfærdsel
Hovedfærdselsårene gennem kommunen er rigsvejene 755 og 761. I Røra munder rigsvej 755 ud i Europavej 6. TrønderBilerne opererer en begrænset bustjeneste gennem kommunen, mens NSB lokaltog stopper på Røra station hver time.
Straumen ligger ca. 105 km fra Trondheim, ca. 75 km fra Trondheim Lufthavn, Værnes og ca. 22 km fra fylkeshovedstaden Steinkjer.
Skarnsundbroen over Trondheimsfjorden er verdens næstlængste skråstagsbro. Den blev åbnet af Kong Harald i 1991, og er forbindelse mellem Innherred og Fosenhalvøen.  

## Erhvervsliv
Hovederhvervene på inderøy har traditionelt været, og er fortsat landbrug. 16 % af arbejdskraften er beskæftiget i primærerhvervene. Som en følge af dette er der flere vigtige næringsmiddelindustrier i Inderøy, blandt andet Sundnes Brænderi, Røra Fabrikker og Inderøy Slagteri. 

## Kultur
Hjertet for kulturlivet i kommunen er Inderøy Kulturhus. Kulturhuset er hjemsted for blandt andet musik- danse- og dramalinjen på Inderøy videregående skole. Sammen med jazzlinjen ved Sund Folkehøgskole og Musiktjenesten i Nord-Trøndelag gør dette Inderøy til et af fylkets musikale centre, med jazzfestivalen SoddJazz som årlig hovedpunkt.

### Tusenårssted
Kommunens tusenårssted er skulpturparken Muustrøparken. Billedhuggeren Nils Aas har skænket otte skupturer til parken, som bærer navnene «Flyndre», «And», «Stavhopper'n», «Ringkatta», «Lesende», «Elg», «Fisker» og «Ekorn». Derudover er der amfiscene og legeområde i parken.